# 真·圣刻
《真·圣刻》是一款由J-Force制作，Yutaka发行的角色扮演类游戏。本游戏于1995年4月21日在日本地区超级任天堂发行。
故事的主要情节为英雄Chiffon用他的剑来与恶魔"Renpoushi"战斗，来拯救契丹Kitan王国。
《Fami通》对本游戏的评分为19/40分。

## 故事
為了粉碎訓練組“誠凜八門”的野心，雪紡尋找傳說中的“白機動(白き操兵)"
角色
- Schiffon（シフォン）薄紗

主角。一個來自盜賊團伙的男孩。 15歲。
- Michelda_Kamel（ミシェルダ_カメル）米歇爾達·卡梅爾

女主角。卡瓦利公主。 15歲。
- Rushnath Karlang（ルシュナス_カーラング）魯什納特·卡朗

17歲。米歇爾達的表弟，自稱婚約者。只能短期入黨。
- Agoura（アグーラ）阿古拉

另一個女主角。聖環八門的女性成員。操縱“水”動作。作為間諜滲透到黨內。其實是米歇爾達的姐姐（這些設定在說明書的人物介紹中被拆解了）。她的真名是Archelda Kamel(アルシェルダ_カメル)阿切爾達·卡邁勒。